# 奴らに高く吊るされろ!
『奴らに高く吊るされろ!』（やつらにたかくつるされろ、原題：Relentless Four or I quattro inesorabili）は、1965年公開の映画。
イーストマンカラーでのイタリアンスパゲッティウエスタン映画。テレビシリーズ『バットマン』のアダム・ウェスト（スペイン版ではエーダン・ウェストとクレジット）主演のイタリア・スペイン合作西部劇。監督はプリモ・ツェーリョ(PrimoZeglio)。日本では劇場未公開で、テレビ放映された。